# اک-تام
اک-تام (به لاتین: Ak-Tam) یک منطقهٔ مسکونی در قرقیزستان است که در جلال‌آباد واقع شده‌است.

## خصوصیات
اک-تام ۱٬۹۸۷ متر بالاتر از سطح دریا واقع شده‌است.